# Олга Николаевна (1895 – 1918)
Вижте пояснителната страница за други личности с името Олга Николаевна.
Вижте пояснителната страница за други личности с името Олга Николаевна Романова.
Олга Николаевна Романова (на руски: Ольга Николаевна Романова) е велика руска княгиня, дъщеря на Николай II Романов – императора на Русия, и императрица Александра Фьодоровна (тяхно първо дете).

## Биография
Родена е на 15 ноември 1895 в Царско Село, Русия. Раждането било трудно и макар императрицата да е била подготвяна за Зимния дворец, раждането се осъществява в Царско Село. Според лелята на Олга, великата княгиня Ксения Александровна „детето е издърпано буквално с клещи“. Въпреки това Олга се ражда като здраво дете, тежащо 10 фунта (4,54 кг.) и с ръст 55 см. Кръстена е от придворния протопрезвитер и изповедник Янишев в църквата на двореца Царско село на 14 ноември – на рождения ден на императрица Мария Феодоровна и на първата годишнина от брака на родителите си.
При причастие на новороденото императрица Мария Фьодоровна ѝ връчва отличителните знаци на ордена „Света Екатерина". Твърди се, че при избора на имена за двете си първи дъщери (Олга и Татяна) цар Николай е повлиян от „Евгений Онегин“.
На 11 (24) юли 1909 г. Нейно императорско величество Велика херцогиня Олга Николаевна е назначена от баща си за началник (почетен командир) на 3-ти Елизабетградски хусарски полк на руската императорска армия.
Олга и по-малката ѝ сестра Татяна представляват т.нар. „голяма двойка“ (сестри), в противовес на Мария и Анастасия, които са „малката двойка“. Олга и Татяна живеят в една стая, спят на едни и същи легла, носят едни и същи дрехи и са много приятелски настроени, въпреки значителната разлика в темперамента (Татяна е по-вглъбена, а Олга има по-жив темперамент).
Още от детството си Олга израства мила и отзивчива девойка. Тя дълбоко преживявала нещастията на други хора и винаги се опитвала да помогне. На Олга често се приписва прекомерна раздразнителност. Тя е единствената от четирите сестри, която открито възразява срещу баща си и майка си и неохотно се подчинява на родителската си воля, ако обстоятелствата го налагат. Цар Николай често се съветва с нея.
През януари 1915 г. семейството живее в Кремълския дворец в Москва. Кадетите, които пазят коридорите през нощта, стават свидетели как царят получава важни новини от фронта и моли да събудят най-голямата му дъщеря. Той ѝ чете телеграми и се среща с нея, разхождайки се по коридора с „малък близък приятел". По времето, когато императорът все още няма наследник, той се питал дали „ако нямат син, тронът може да бъде предаден на най-голямата дъщеря.
На годежа на Олга са възлагани големи надежди. Тя е спрягана за годеница на великия княз Дмитрий Павлович, на принц Карол Румънски, на принца на Уелс, Едуард, на българския принц Борис и на сръбския принц Александър Караджорджевич. Олга обаче настоява да се омъжи за руснак и остава в родината си.
По време на Първата световна война, също като сестра си Татяна, е милосърдна сестра и се грижи за ранени войници във военна болница. След избухването на руската революция и абдикацията на баща ѝ, Николай II, Олга първоначално е поставена под домашен арест в Царское село заедно с останалите членове на семейството си. По късно е преместена в Тоболск, а оттам – в Екатеринбург, Сибир. На 17 юли 1918 г. Олга и семейството ѝ са разстреляни от болшевиките в мазето на къщата на Ипатиев в Екатеринбург, след което са заровени на неизвестно място, за да не бъдат открити. През 1991 г. останките ѝ са открити заровени в горите край Екатеринбург, заедно с телата на останали членове на семейството. Тялото на Олга е идентифицирано чрез ДНК тест. Останките на Николай II, съпругата му и децата им са препогребани в Петропавловската катедрала в Петербург на 17 юли 1998 г.
През 2000 г. Руската православна църква канонизира Олга и семейството ѝ за мъченици.